# 仙降大桥
仙降大桥也称为江溪大桥、广化大桥是中国浙江温州 温州绕城高速跨过飞云江的一座桥梁，双向六车道，2014年2月开工，2016年6月20日合龙，2018年2月1日通车。